# Língua gail
Gail, ou Gayle, é uma gíria derivada da Língua inglesa e da Língua africâner usada basicamente pelas comunidades urbanas de homens “gays” da África do Sul, sendo similar em muitos aspectos ao "Polari" do Reino Unido, dos quais tomou muitas de suas palavras. A língua similar usada pelos “gays” sul africanos de origem Bantu é o  "IsiNgqumo" e tem como base os léxicos Nguni;.
Gail era denominada "moffietaal", em Africâner literal “Língua de Gays masculinos” no grupo Drag Queen de cultura e vestuário da cultura “Cape Coloured” dos anos 50. Infiltrou-se nos círculos homossexuais brancos nos anos e se tornou dominante na cultura “gay” através dos "koffie-moffies" (Africâner literal – “Café dos Gays”, gíria para comissárias de bordo) da South African Airways nos anos 70;
Ao lado de umas poucas palavras típicas do grupo em questão vindas do "Polari" (como a palavra “varda” vinda do Romani, de significado “Ver”), a maioria das palavras “Gayle” são formações originada de nomes próprios femininos, tais como: Beulah para “beleza”, Priscilla para “polícia”, Hilda for "horrível (feio)”. Homens e em especial homens que sejam “gays” são designados por pronomes femininos, conforme na contra cultura “gay” no mundo todo.
Gail surgiu pela mesma razão que outras “antilinguagens” desenvolvidas por grupos marginalizados: para ser como um língua secreta numa sociedade opressiva. Entretanto isso também veio ao encontro de atender outras funções, tais como para “conversas efeminadas” e para dar entretenimento a uma subcultura onde sutileza verbal e respostas rápidas são muito valorizadas.

## Amostra
Varda that Beulah! Vast mitzi. She's a chicken and probably Priscilla and I don't need Jennifer Justice in my life right now.
Significado: "Veja essa belezoca! Muito para mim. Ele é jovem, provavelmente um policial e eu não preciso de problemas com a lei em minha vida neste momento”.